# 어맨다 헤일
어맨다 헤일(Amanda Hale, 1980년 10월 2일 ~ )은 잉글랜드의 배우이다.